# Guaicaipuro Lameda
Guaicaipuro Lameda Montero (Barquisimeto, 6 de agosto de 1954) es un general de brigada retirado del ejército venezolano e Ingeniero Electricista egresado de la Universidad del Pacífico (California).

## Formación, estudios y carrera militar
Licenciado en ciencias y artes militares en la promoción "Jose Ignacio Pulido" de la academia militar de Venezuela en el año 1974 ocupando el 1.er puesto de su promoción, obteniendo récord numérico durante 40 años, en dicha institución. Es ingeniero electricista egresado de Universidad del Pacífico con distinción de magna cum laude, fue nombrado durante 3 años seguidos en la lista nacional de los decanos de Estados Unidos, por ubicarse en el 10% de los más destacados estudiantes en las universidades norteamericanas. Tiene un Postgrado en Planificación económica y una maestría en seguridad y defensa nacional. 
En su carrera profesional dentro de las Fuerzas Armadas de Venezuela fue Jefe de la Oficina Central de Planificación de CAVIM (Compañía Anónima Venezolana de Industrias Militares), ocupó además la Secretaría General de CAVIM y la Dirección de Presupuesto del Ministerio de la Defensa. A pesar de tener formación militar, nunca perteneció al Movimiento Bolivariano Revolucionario - 200 y por ende no participó en el Golpe de Estado de febrero de 1992 en Venezuela.

## Carrera política
En la administración pública ejerció como jefe de la oficina central de presupuesto (OCEPRE) y fue nombrado por Hugo Chávez presidente de la estatal petrolera PDVSA desde octubre de 2000 hasta febrero de 2002 tras grandes diferencias con el presidente Hugo Chávez y su gabinete.
Antes del golpe de Estado en Venezuela de 2002 y lideró la marcha hacia el Palacio de Miraflores junto con el contralmirante Carlos Molina Tamayo. Fue nombrado ministro de minas por un día durante el breve gobierno de Pedro Carmona y firmante del Acta de Constitución del Gobierno de Transición Democrática y Unidad Nacional. En la historia de la industria Petrolera de Venezuela es el primer militar activo en ocupar la presidencia de PDVSA y segundo oficial detrás de Rafael Alfonzo Ravard.